# Salam Fayyad
Salam Fayyad (em árabe: سلام فياض, Salām Fayāḍ; Deir al-Ghusun, Cisjordânia, 2 de abril de 1952) é um economista e político palestino, Ex-Primeiro-ministro da Autoridade Nacional Palestina (ANP) sob o Presidente
Mahmoud Abbas de 2007 até 2013.
Sua primeira indicação para primeiro-ministro ocorreu em 15 de junho de 2007 e foi justificada pelo Presidente da ANP, Mahmoud Abbas, pela situação de "emergência nacional", isto é, logo depois que o Hamas assumiu o controle da Faixa de Gaza. Fayyad foi então indicado para chefiar um novo governo "independente", ou seja, sem nenhum membro do Fatah ou do Hamas, e que era apoiado pelo Fatah, por Israel e pelos Estados Unidos e seus aliados. Todavia essa indicação foi contestada como sendo ilegal, uma vez que, segundo a lei palestina, o presidente pode destituir um primeiro-ministro, mas a indicação do substituto requer aprovação do Conselho Legislativo da Palestina, o parlamento da  ANP. Ao ser nomeado primeiro-ministro, Fayyad era Ministro das Finanças da ANP, no governo de coalizão Hamas-Fatah, desde 17 de março. Anteriormente, ele já exercera o cargo (entre junho de 2002 e novembro de 2006).
Em 7 de março de 2009, Salam Fayyad apresentou sua renúncia ao Presidente Mahmoud Abbas. Mas, em 19 de maio do mesmo ano, foi novamente indicado para o posto de primeiro -ministro.
Em 13 de abril de 2013, renunciou novamente ao cargo de Primeiro-ministro da Autoridade Palestina. Foi substituído por Rami Hamdallah a 6 de junho do mesmo ano.
Fayyad é visto como pró-Ocidental e é um economista internacionalmente respeitado.